# Zelotes subterraneus
Zelotes subterraneus este o specie de păianjeni din genul Zelotes, familia Gnaphosidae. A fost descrisă pentru prima dată de C. L. Koch, 1833. Conform Catalogue of Life specia Zelotes subterraneus nu are subspecii cunoscute.